# Yeshe Gyatso
Yeshe Gyatso (1686 - ?) was een beoogd zesde dalai lama. Hij werd rond 1706 postuum naar voren geschoven door de Lhabzang Khan, toen de echte zesde dalai lama, Tsangyang Gyatso, in gevangenschap tijdens zijn reis naar Peking was overleden.
Lhabzang had Yeshe Gyatso uit politieke motieven benoemd en volgens enkele bronnen was Yeshe de zoon van Lhabzang. Lhabzang had verkondigd aan de Tibetaanse bevolking dat Tsangyang Gyatso een foutief benoemde dalai lama was geweest. De Chinese Qing-keizer Kangxi erkende Yeshe in eerste instantie en maande de Tibetaanse bevolking hem en Lhabzang Khan te erkennen en te gehoorzamen.
Tibetanen in Oost-Tibet maakten echter bekend dat ze in de buurt van Litang in de provincie Kham de incarnatie van Tsangyang Gyatso hadden gevonden. Er brak een hevige opstand in Lhasa uit waarna dit kind, Kälsang Gyatso, erkend werd als de zevende dalai lama. Deze erkenning werd uiteindelijk ook bevestigd door keizer Kangxi in 1710.
1: Gendün Drub · 2: Gendün · 3: Sönam · 4: Yönten · 5: Ngawang Lobsang · 6: Tsangyang · (6: Yeshe) · 7: Kälsang · 8: Jampäl · 9: Lungtog · 10: Tsültrim · 11: Khädrub ·   12: Trinley · 13: Thubten · 14: Tenzin
- Nationale Bibliotheek van Tsjechië: xx0010727
- Virtual International Authority File: 85370532